# Thomas Stille
Thomas Stille (* 10. Mai 1943/1944) ist ein ehemaliger deutscher Basketballfunktionär.

## Werdegang
Stille spielte bei Eintracht Braunschweig Basketball in der Jugend sowie im Erwachsenenbereich in der Regionalliga. In dem Verein war er ebenfalls Trainer im Jugendbereich. Er war beruflich bei einer Versicherung beschäftigt. 1998 wurde er ehrenamtlich für den Basketball-Bundesligisten SG Braunschweig tätig, übernahm Betreuungsaufgaben. 1999 legte er sein Amt nach einer Meinungsverschiedenheit mit Alleingesellschafter Richard Hartwig nieder. Im Sommer 2000 wurde Stille wieder beim Braunschweiger Bundesligisten tätig, der mittlerweile vom Unternehmen Met@box als Hauptgeldgeber unterstützt und dessen Namen angenommen hatte. In seiner zweiten Amtszeit war Stille nicht mehr ehrenamtlich beschäftigt, sondern wurde hauptamtlicher Manager. Nach dem Ausstieg des wirtschaftlich angeschlagenen Geld- und Namensgeber Met@box im Januar 2001 arbeitete Stille zunächst unbezahlt weiter, ehe er vom neuen Mannschaftsbetreiber Stadtsportbund GmbH mit einem Vertrag ausgestattet wurde. Neben seiner Tätigkeit als Manager übernahm er später ebenfalls die Stelle des Geschäftsführers. Stille war beim Braunschweiger Bundesligisten bis zum Ende der Saison 2003/04 im Amt, kehrte aber erneut zurück: 2006 wurde er in die Trainersuche eingebunden, schlug Emir Mutapcic vor und erhielt den Auftrag, diesen zu verpflichten. Anschließend war Stille wieder für die Braunschweiger tätig und wurde bis zum Ende der Saison 2006/07 als Bindeglied zwischen Mannschaft und Geschäftsleitung eingesetzt.
Später war Stille Manager der Basketball-Damen von Eintracht Braunschweig und Vorstandsmitglied der Eintracht-Basketballabteilung, deren Vorsitzender er früher selbst gewesen war. 2009 wurde er für eine 50-jährige Mitgliedschaft bei Eintracht Braunschweig mit der Goldenen Ehrennadel des Vereins ausgezeichnet.